# Trypanosoma neinevana
Trypanosoma neinevana – kinetoplastyd z rodziny świdrowców należący do królestwa Protista.
Pasożytuje w osoczu krwi Barbus grypus ryby z rodzaju Barbus z rodziny karpiowatych. Jest to pasożyt  kształtu wydłużonego. Długość ciała waha się w zakresie 16,7 – 20,04 μm. Wola wić u zbadanych egzemplarzy posiadała długość od 16,7 do 20,01 μm.
W cytoplazmie występuje kilka wakuoli. Jądro jest wydłużone owalnego kształtu na końcach o długości 2,51 – 3,34 μm, znajduje się w środku ciała świdrowca. Odległość między jądrem a kinetoplastem wynosi 10,02 – 15,03 μm.
Występuje w rzece Tygrys w Iraku.